# Fortezza di Peschiera
La fortezza di Peschiera è un'imponente opera difensiva che per secoli ha protetto il centro abitato di Peschiera del Garda.
Dal 9 luglio 2017 la fortezza di Peschiera è entrata a far parte dei patrimoni dell'umanità UNESCO, nel sito seriale transnazionale "Opere di difesa veneziane tra XVI e XVII secolo: Stato da Terra-Stato da Mar occidentale".

## Storia

### Origini
Arilica, nome della cittadina durante il dominio romano, dovette sicuramente già essere fortificata, come sembrano dimostrare le fondazioni di due torrioni romani presso il ponte sul Mincio; d'altronde Arilica era base della flotta militare lacustre romana, e un centro così strategico doveva forzatamente essere protetto da possibili incursioni esterne. Agli inizi del XIII secolo venne nuovamente fortificata e quindi rafforzata durante il secolo successivo per opera degli Scaligeri e in special modo di Mastino II della Scala, a cui si deve la costruzione della Rocca e il completamento della cinta muraria: il borgo si trovò così protetto su cinque lati da mura turrite e dalla Rocca posta nell'angolo meridionale, oltre che dal fiume Mincio che circondava, come oggi, l'abitato.

### Gli interventi della Serenissima
Nel Quattrocento la piazzaforte di Peschiera passò sotto il controllo della Repubblica di Venezia, la quale decise di rinnovare le fortificazioni secondo i criteri adottati in quell'epoca: la cinta venne quindi terrapienata e bastionata su progetto redatto da Guidobaldo della Rovere, i cui lavori furono affidati a Michele Sanmicheli. Questa nuova cinta fortificata alla moderna seguiva l'andamento di quella medievale, quindi con cinque lati ma con cinque angoli protetti da bastioni (chiamati Guerini, San Marco, Contarana, Feltrin e Tognon). Lungo la cinta vennero inoltre aperte due porte, porta Verona e porta Brescia, poste quindi in direzione delle strade che conducevano alle due importanti città. Intorno alla metà del Cinquecento la Rocca Scaligera venne modificata e terrapienata per trasformarla in cavaliere, adatto all'utilizzo di moderne artiglierie. Le opere difensive di Peschiera subirono però numerosi guasti, tanto che ad inizio Seicento si procedette ad importanti restauri e all'aggiunta di rivellini di fronte alle porte di accesso al borgo.

### La trasformazione in piazzaforte
Nel 1797, a seguito del trattato di Campoformio e dopo quattro secoli di governo veneto, la fortezza passò sotto il dominio dell'Impero austriaco: considerato il momento storico, l'Austria fece notevoli investimenti per rafforzare in breve tempo le difese e aggiungere importanti opere militari esterne lungo la strada che portava a Brescia, nonostante ciò la fortezza finì sotto il controllo di Napoleone a seguito della Campagna d'Italia. A loro volta i francesi perfezionarono le opere verso oriente, e quindi verso il nemico austriaco, realizzando i forti di Mandella Vecchia e di Salvi Vecchia: la città rimase sotto controllo francese solo per un breve periodo, tornando quindi sotto il dominio austriaco al crollo dell'Impero francese. Gli austriaci costruirono altri due fortificazioni militari presso le precedenti, e per questo chiamate Mandella Nuova e Salvi Nuova; dopo questi lavori Peschiera passò a costituire un robusto caposaldo del Quadrilatero, insieme a Legnago, Mantova e Verona. Altri importanti lavori vennero ideati a seguito della prima guerra di indipendenza, che aveva visto la fortezza assediata a catturata dai piemontesi: per evitare che potesse succedere nuovamente di perdere una delle principali fortezze austriache in pianura padana, gli Austriaci procedettero alla costruzione di altri forti intorno alle antiche difese, andando a realizzare una vera e propria piazzaforte costituita da una costellazione di forti militari che gravitavano attorno alla Fortezza di Peschiera vera e propria: vennero in breve tempo realizzati i forti Cappuccini, Papa, Laghetto, Saladini, Baccotto, Ardietti, Cavalcaselle, Polveriera e Fenilazzo. Passato infine in mano italiana a seguito della terza guerra d'indipendenza, la piazzaforte perse di importanza strategica.

## Edifici militari

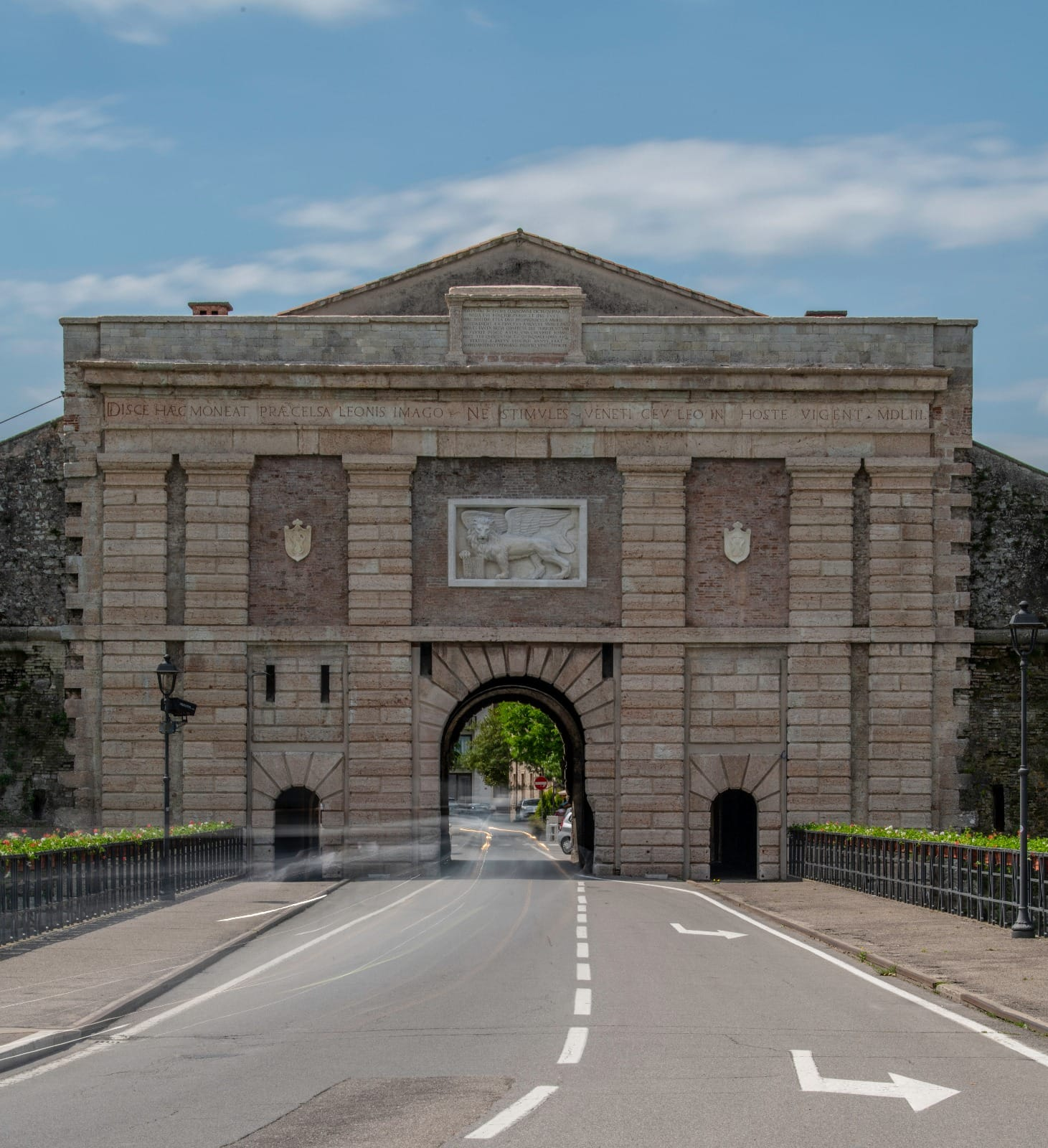
Porta Verona

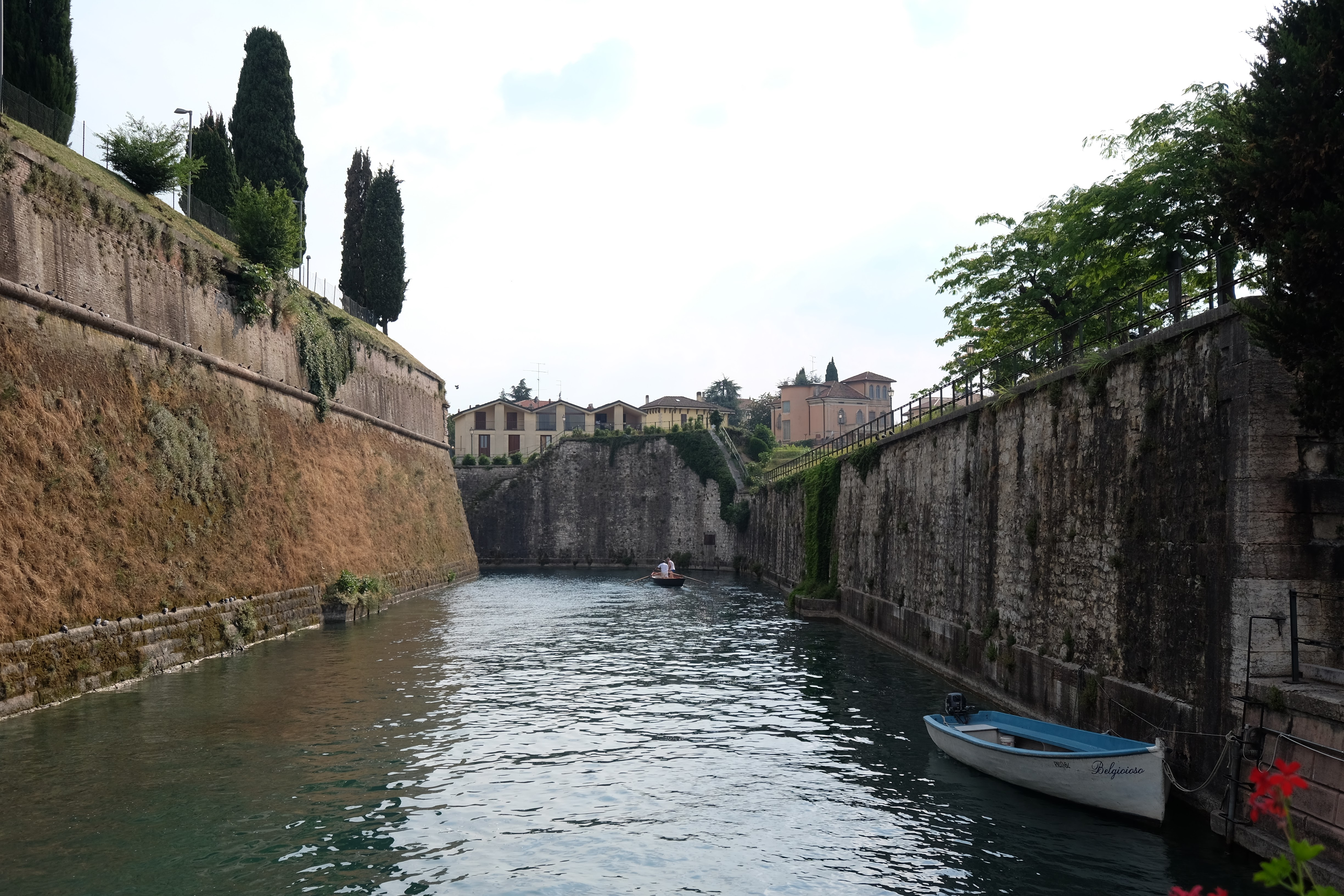

All'interno della fortezza sono stati realizzati nel corso degli anni numerosi edifici a funzione militare, racchiusi da possenti cinte murarie in laterizio e difese da cinque baluardi, oggi denominati, partendo da quello settentrionale e in senso orario, bastione Querini, bastione San Marco, bastione Cantarane, bastione Feltrin e bastione Tognon, tutti realizzati tra il 1551 ed il 1553. Gli edifici situati sull'isola settentrionale sono:
- Porta Verona e il suo ponte
- Stabilimento d'artiglieria di Porta Verona
- Caserma di Fanteria Francesco I
- Palazzo del Comando di Piazzaforte
- Padiglione Grandi Ufficiali
- Palleria Austriaca

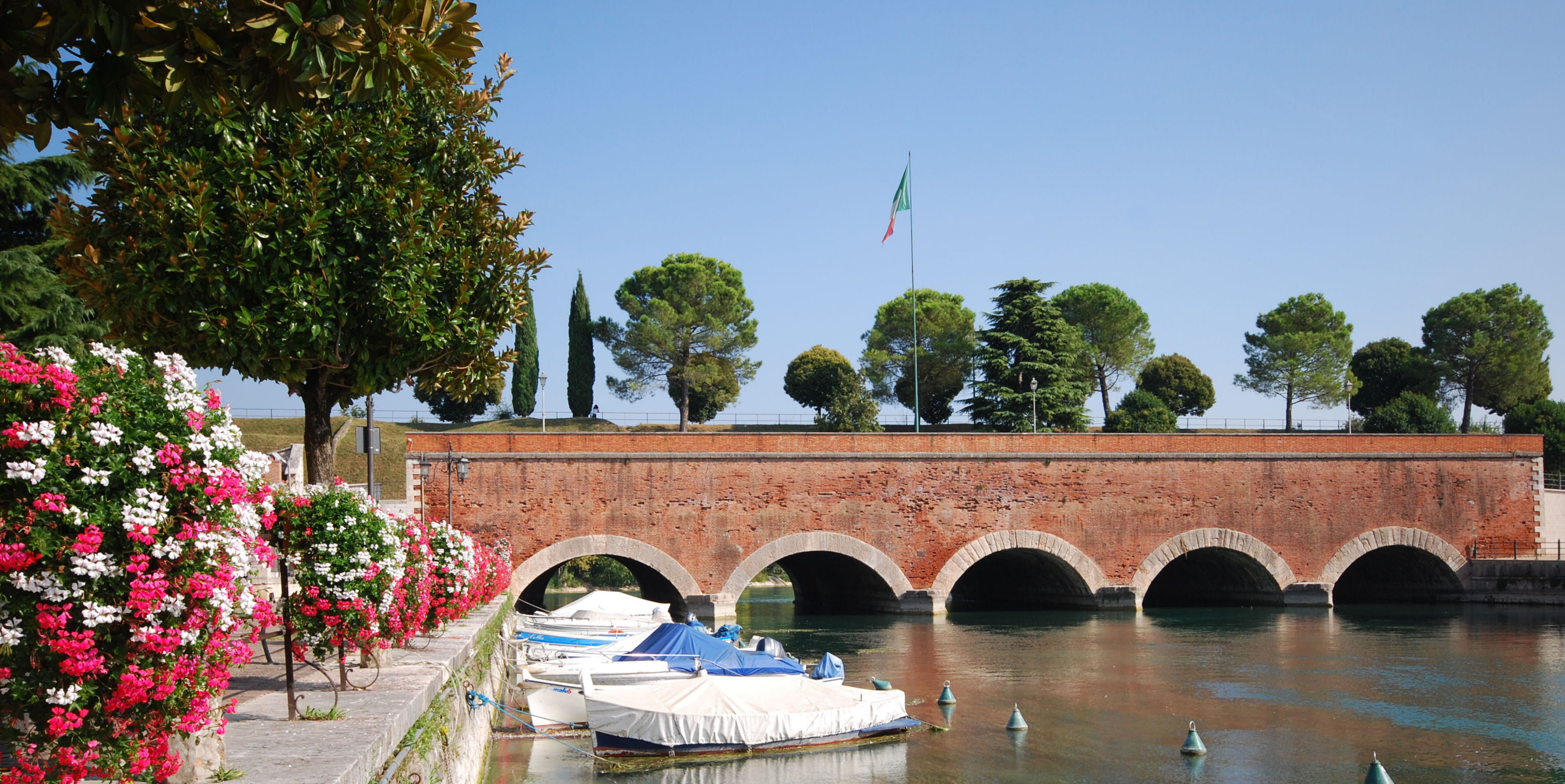
Ponte dei Voltoni

Ad unire a partire dal 1556 l'isola settentrionale e quella meridionale, divise dal Canale di Mezzo, ci pensa una porzione di cortina muraria provvista di voltoni sull'acqua, chiamato proprio Ponte dei Voltoni. Infine, quindi, gli edifici situati sull'isola meridionale:
- Complesso della Rocca Scaligera
- Ospedale militare d'Armata
- Polveriera Austriaca
- Ex Caserma di Cavalleria, oggi Palazzo del Municipio
- Palazzo del Provveditore Veneto